# Pileolaria zibrowii
Pileolaria zibrowii är en ringmaskart som beskrevs av Knight-Jones 1978. Pileolaria zibrowii ingår i släktet Pileolaria och familjen Serpulidae. Inga underarter finns listade i Catalogue of Life.